# Neoceratodus forsteri
El pez pulmonado de Queensland (Neoceratodus forsteri) es una especie de pez de la familia Ceratodontidae endémica de Australia, y considerada como fósil viviente ya que se han hallado restos fósiles de este grupo de hace 380 millones de años en la región australiana de Nueva Gales del Sur. También se le conoce como pez pulmonado  australiano, barramunda y salmón de Burnett.

## Hallazgo y distribución
El pez fue descrito en el año 1870 por el herpetólogo australiano Johann Ludwig Gerard Krefft. Su distribución se limita a varios ríos del estado australiano de Queensland.

## Hábitat
Es una especie de pez pulmonado que habita en las cuevas submarinas, troncos sumergidos y en general en las aguas lentas con vegetación acuática en profundidades de entre 3 y 10 metros. Se alimenta de batracios, pequeños crustáceos y lombrices.

## Características
Neoceratodus forsteri, debido a sus caracteres (grandes escamas, forma del cuerpo y aletas en forma de paleta), se asemeja más al pez pulmonado “arquetípico” extinto que a los otros linajes existentes. Por el contrario, el pez pulmonado africano (Protopterus) y el sudamericano (Lepidosiren) han simplificado sus aletas en finos filamentos y han perdido casi por completo sus escamas. Por ello, el análisis del genoma de N. forsteri ha contribuido a una mejor comprensión de las preadaptaciones que permitieron la transición de los vertebrados del agua a la tierra.

## Genoma
N. forsteri posee el genoma animal más grande conocido, con un tamaño estimado de 37 Gb (hasta 14 veces mayor que el genoma humano). El gran tamaño de este genoma se atribuye principalmente a la presencia de grandes regiones intergénicas e intrones con alto contenido repetitivo. El intrón más grande de su genoma es de 5,8 Mb, situado en el gen dmbt1 y, el tamaño medio del intrón, de 50 kb. Este tamaño medio de los intrones es considerablemente superior al de los humanos (con una media de 6 kb). En total, los intrones del genoma de N. forsteri comprenden aproximadamente 8 Gb, suponiendo el 21% del total.
Diversos estudios han revelado que el genoma de N. forsteri experimentó dos eventos importantes de expansión. Gran parte del crecimiento reciente es debido a los elementos nucleares largos intercalados o LINEs que, junto con otros elementos transponibles, podrían estar detrás de la aparición de funciones génicas novedosas. Estos elementos permanecen activos por lo que el genoma del pez pulmonado continúa expandiéndose actualmente. Es destacable, por otro lado, que las proporciones de las principales clases de elementos transponibles presentes en el genoma del pez pulmonado se asemejan más a las de los tetrápodos que a las de los peces.

### Genómica comparativa
Neoceratodus forsteri presenta 17 macrocromosomas y 10 microcromosomas. Mediante un estudio de genómica comparativa, se ha comprobado que estos macrocromosomas mantienen la sintenia con otros cromosomas de vertebrados. Por otro lado, los microcromosomas mantienen una antigua homología conservada con el cariotipo de vertebrados ancestrales. Esto confirma que los peces pulmonados ocupan una posición evolutiva clave.

## Preadaptaciones para la vida terrestre

### La evolución de los pulmones
Al igual que los vertebrados terrestres, los peces pulmonados adultos respiran aire a través de pulmones, un hecho que requirió de ciertas innovaciones evolutivas. En este sentido, el genoma de Neoceratodus forsteri muestra una expansión de la familia de genes de la proteína surfactante B pulmonar. Estos agentes tensoactivos forman parte de la mezcla de lipoproteínas que recubren la superficie pulmonar, asegurando su función adecuada. La expansión de esos genes ha alcanzado en los peces pulmonados unos valores típicos de los tetrápodos, siendo de dos a tres veces mayores que en los peces cartilaginosos y óseos. Por otro lado, en el pulmón en desarrollo de N. forsteri se ha observado una alta expresión del gen shh que codifica un regulador del desarrollo pulmonar.
De esta forma, ambas adquisiciones evolutivas habrían tenido una gran relevancia en la adaptación a la respiración de aire, permitiendo la evolución de los pulmones. Cabe destacar que el pulmón de N. forsteri se desarrolla de una forma notablemente similar a la observada en el caso de los anfibios.

### El olfato y la evolución del órgano vomeronasal
El genoma de Neoceratodus forsteri muestra una reducción en los receptores para la detección de olores en el agua. Por el contrario, se ha detectado una expansión en los receptores que permiten la detección de olores en el aire, los cuales son bastante limitados en los peces, así como una notable expansión de la familia de genes del receptor vomeronasal (especialmente de los genes V2R). El órgano vomeronasal, asociado a la recepción de feromonas, está presente en la mayoría de los tetrápodos por lo que podría ser una innovación que surgió en la transición del agua a la tierra.

### Las aletas lobuladas y la evolución de la locomoción terrestre
Los peces sarcopterigios presentan aletas lobuladas ramificadas distalmente, formando dígitos adecuados para la locomoción sobre sustrato. El análisis del genoma de Neoceratodus forsteri permitió esclarecer cómo se ha producido la adquisición de estas aletas lobuladas y la evolución de las aletas a las extremidades. 
Se han identificado hasta 31 elementos enhancers o potenciadores de extremidades en tetrápodos altamente conservados, que se relacionan con la emergencia de estas aletas lobuladas en los peces pulmonados. Concretamente, el enhancer hs72, que impulsa la expresión autopodal en tetrápodos, se asocia al gen sall1. Este gen se expresa fuertemente en los embriones de N. forsteri con un patrón de expresión similar al observado en el caso de los tetrápodos.
Por otro lado, el genoma de N. forsteri presenta cuatro clusters génicos hox (hoxa, hoxb, hoxc y hoxd) que comprenden 43 genes. Si bien la expresión de los genes hoxc en aletas o extremidades se había observado previamente solo para mamíferos, relacionados con el lecho ungueal, se ha visto la expresión de hoxc13 en la aleta distal de Neoceratodus durante su desarrollo embrionario. Esto indica una ganancia temprana de la expresión de hoxc13 en sarcopterigios, que en tetrápodos permitió modelar elementos de las extremidades dérmicas (uñas, pezuñas, garras). 
Por tanto, hoxc13 y sall1, pudieron facilitar la transición de las aletas a las extremidades y, con ello, la colonización de la tierra.